# Пиер Луиджи Фарнезе Млади
Вижте пояснителната страница за други личности с името Пиер Луиджи Фарнезе.
Пиер Луиджи Фарнезе Млади (на италиански: Pier Luigi Farnese juniore, * 19 ноември 1503, Рим, Папска държава; † 10 септември 1547, Пиаченца, Херцогство Парма и Пиаченца) от италианския род Фарнезе е първи херцог на Кастро (1537 – 1545) и от 1545 г. първи херцог на Парма и Пиаченца.

## Произход
Той е извънбрачен син на кардинал-дякона Алесандро Фарнезе – бъдещ папа Павел III (* 1468, † 1549), и на римската благородничка – вдовицата Силвия Руфини (* 1475, † 1561). Има двама братя и една сестра:
- Ранучо (* 1509, † 1529), кондотиер, съпруг на Вирджиния Палавичино;
- Паоло (* 1504, † 1512);
- Костанца (* 1500, † 1545), графиня на Санта Фиора и на Котиньола като съпруга на Бозио II Сфорца.

Има и трима полубратя от брака на майка си с римския търговец Джовани Батиста Криспо, сред които кардинал Тиберио Криспо. 

## Биография

### Детство и образование
Пиер Луиджи Млади (за да се разграничи от неговия дядо Пиер Луиджи Стари) е извънбрачно дете и това го измъчва през целия му живот, и допринася, може би по решаващ начин, за формирането на неговия характер. Благородниците от Пиаченца презрително го наричат „папското копеле“. Той обаче е първото и най-обичано дете на папата и е узаконен заедно с брат си Паоло с були на папа Юлий II на 8 и 13 юли 1505 г.
Баща му избира за негов учител известния хуманист Балдасаре Молоси от Казалмаджоре и на племенника му Стефано Негри. Въпреки добрата воля на учителя си Пиер Луиджи от ранна младост проявява онези черти на характера, наклонности и неуравновесеност, които го правят печално известен сред съвременниците му впоследствие. Освен това той заимства любовта си към укрепленията от инженерите на баща си.

### Брак
Баща му иска да го направи истински глава на семейството, затова търси най-изгодния брак и съюз за него. Той решава, че Пиер Луиджи трябва да се ожени за Джеролама Орсини, дъщеря на Луиджи Орсини, граф на Питиляно. На 26 март 1513 г. е сключен годежният договор. Бракът е сключен през 1519 г. във Валентано. Въпреки че браковете във Фарнезе никога не са били по любов и бракът на Пиер Луиджи не прави изключение, Джеролама е вярна и много отдадена съпруга, понасяща с достойнство крайностите, бруталността и екстравагантността на съпруга си. 
Поради забавяне на строителството на двореца в Градоли Пиер Луиджи и младата му съпруга се установяват в крепостта на Валентано. На следващата година се ражда първородният им син Алесандро, „Великият кардинал“. Здравословният и свеж въздух на планините Волсини и тихият живот в двореца обаче не могат да задоволят войнствения дух на Пиер Луиджи, така че той скоро се насочва към семейния занаят: военният.

### Военна кариера
Военната кариера на Пиер Луиджи е доста разнообразна. Той е замесен на множество фронтове и е на служба при множество господари; понякога се бие срещу членовете на собственото си семейство и дори срещу папата, изоставяйки традиционната гвелфска позиция на Фарнезе. Той не е обикновен войник или наемник, а е стереотипът на воина: див, първичен, аморален. Не му липсва смелост: той е силен, дързък и решителен, дори героичен, но толкова жесток, че отблъсква дори собствените си работодатели.
През 1520 г., само на седемнадесет години, Пиер Луиджи и брат му Ранучо вече са наемници на заплатата на Венецианската република. Кардиналът го оставя да следва този път, за да стане добър военен чирак в една дисциплинирана армия, която не създава дискомфорт на папата. Воинският му темперамент обаче не е достатъчно удовлетворен, така че Пиер Луиджи преминава под знамето на император Карл V. Остава на негова служба до 1527 г., годината на разграбването на Рим, в което участва заедно с ландскнехтите. Докато брат му Ранучо се оттегля в Кастел Сант Анджело, за да защитава папата, Пиер Луиджи пресича Понте Систо и поставя централата си в семейния дворец, като по този начин го спасява от опустошение. Някои злонамерено обвиняват семейство Фарнезе, че удобно се е разделило на два противоположни лагера, но папа Климент VII не дава вяра на тези слухове. 
При появата на чумата, която слага край на разграбването на Рим, ландскнехтите се оттеглят и Пиер Луиджи, вместо да ги последва, започва да патрулира из римската провинция, изнудвайки безмилостно и сигнализирайки за присъствието си с кражби, осквернения и убийства, докато папата, уморен да търпи поведението му, го отлъчва и анатемосва. Създалата се ситуация обаче е непоносима за кардинал Алесандро; колкото и да е фин и проницателен дипломат, той започва търпелива работа по изглаждане на нещата между сина си и папата. През 1528 г. Пиер Луиджи, все още на заплатата на императора, отива в Пулия, за да се бие срещу френската армия, в която се бият брат му Ранучо, който загива по този повод, и братовчед му Галеацо от клона на Латера. По този повод той се отличава с упоритостта си в защитата на Манфредония. След смъртта на Ранучо, под внимателното ръководство на баща си, Пиер Луиджи признава греховете си, молейки и получавайки папска прошка. Така отлъчването е отменено през 1529 г.
През същата година Пиер Луиджи минава на заплатата на принца на Оранж Филибер дьо Шалон и се бори упорито срещу Флоренция – война, спонсорирана и от папата, който я вижда като средство да върне града под контрола на Медичите. И при обсадата на Флоренция (1529 – 1530) Пиер Луиджи дава воля на най-лошите си инстинкти и е отстранен от командването. Всичко, което трябва да направи, е да намери убежище в крепостта си във Валентано, където го чакат жена му Джеролама и децата им. През следващите години той посвещава цялата си енергия на подобряването на владенията на семейството в Горно Лацио, организирайки прекрасен лов и изграждайки мрежа от пътища, които донасят движение и изобилие в региона.

### Папа Павел III
Внезапно една дългоочаквана новина откъсва Пиер Луиджи от вцепенението, в което е изпаднал: през октомври 1534 г. неговият баща кардинал Алесандро Фарнезе става папа с името Павел III. В крепостта във Валентано са организирани големи тържества, след което Пиер Луиджи, изоставяйки удоволствията на семейния живот и ловните пътувания, заминава за Рим. Първото действие на новия папа е да номинира за кардинал 14-годишния му внук Алесандро, най-големият син на Пиер Луиджи, както и другия си внук Гуидасканио Сфорца – син на Костанца Фарнезе, извънбрачна дъщеря на папата.
Във външната политика новият папа спазва правилото за равното разстояние между Кралство Франция и Свещената Римска империята. Въпреки това император Карл V загатва на папата, че с готовност ще даде град Новара на Пиер Луиджи. Павел III обаче приема годишна пенсия за сина си при условие, че това не става публично достояние, а за внука си Александро - богатата архиепископия на Монреале в Сицилия. Желаейки да ускори сделката с Новара, Пиер Луиджи се намесва директно в преговорите без знанието на папската канцелария и в същото време нахлува в земята на Фарнезе, лишавайки братовчедка си Изабела Ангуилара, вдовица на братовчед му Галеацо, от всичките ѝ притежания. Папата обаче е изключително раздразнен от поведението му и едва след като синът му съжалява за действията си (императорът му е писал, че приключването на аферата Новара ще зависи изключително от Павел III), той го оставя да продължи преговорите, но му поставя много специфични граници. Новара и околните територии са издигнати в маркграфство в полза на Пиер Луиджи, който обаче трябва да изчака до февруари 1538 г. за официалното си инвестиране.

### Гонфалониер на Църквата
Междувременно се освобождава позицията на гонфалониер на Църквата, така че, притиснат от проблемите на Папската държава и от набезите на берберските пирати, които достигат устието на река Тибър, Павел III се убеждава, че неговият син Пиер Луиджи, опитен капитан и верен нему, би могъл да е най-подходящият за поста. В консисторията от 31 януари 1537 г. папата финализира назначаването му и на следващия ден, в базиликата Свети Петър, той поверява меча и знамето на генералния капитан на Църквата (т.е. на командир на папските войски) на Пиер Луиджи. Пиер Луиджи веднага започва пътуване през териториите на държавата, като лесно преодолява всяка съпротива и пристига триумфално в Пиаченца. Именно по време на това пътуване има свидетелство за най-жалкия епизод от живота му. Съвременниците му оставят много истории за неговата необуздана сексуалност и хомосексуални наклонности, въпреки че не се лишава и от жени: т. нар. „изнасилване от Фано“ на 26 или 27 май 1537 г. е това, което кара да го смятат за жив дявол. Фактът е докладван в Storia fiorentina на Бенедето Варки. Авторът започва историята, като съобщава за циркулиращите слухове за неудържимата поквара на Пиер Луиджи, който, сигурен, че ще му се размине като папски син, обикаля държавите на Църквата и изнасилва колкото си иска млади мъже. По повод инспекция на крепостите в Марке той отива във Фано, където е посрещнат с пълни почести от местния епископ – 20-годишният Козимо Гери. На следващия ден Пиер Луиджи отново се среща с епископа и изразява намеренията си към него. Въпреки това, виждайки, че епископът се защитава по доста решително, Пиер Луиджи го завързва и под заплахата от убийство го изнасилва. Неспособен да понесе унижението от претърпяната обида, епископът умира няколко седмици по-късно. Някои смятат, че  е бил отровено от самия Пиер Луиджи, за да не изтече новината за изнасилването.
Като гонфалониер и генерален капитан на Църквата през 1540 г. Пиер Луиджи е назначен от Павел III да командва папската армия във Солената война срещу град Перуджа.

### Херцог на Кастро
Междувременно имението на неговия дядо Ранучо Фарнезе Стари, разделено след смъртта му, е попаднало изцяло в ръцете на Павел III, който го е увеличил с други феоди и с викариата, cum pacto redimendi, на Рончильоне. За да запълни семейните активи, Пиер Луиджи е инвестиран със земите на Монталто, с правото да изнася зърното си, без да плаща данъци, получава всички феодални права върху Канино, Градоли, Валентано, Латера и Марта, разменя град Фраскати с крепостта на Кастро и замъка на Гроте Сан Лоренцо, и накрая купува Бизенцио от епархията на Монтефиасконе.
След като предоставя феодалните владения на Латера и Фарнезе на Бартоломео Фарнезе (брат на Ранучо Стари), образувайки херцогство под прекия суверенитет на Църквата, папата създава Херцогство Кастро в полза на Пиер Луиджи и неговия син Отавио. Херцогството е истинска държава в рамките на наследството на Свети Петър; включва Кастро, Монталто, Канино, Музиняно, Понте дела Бадия, Тесенано, Арлена, Челере, Пианиано, Иския, Валентано, Марта, Пиансано, островите Мартана и Бизентина в езерото Болсена, Каподимонте, Бизенцио, Градоли, Гроте и Боргето; окъпано е от Тиренско море и езерото Болсена, граничи с териториите на Витербо, Орвието и Сиена; притежава богати на дивеч гори, лозя, плодородни земи и голям брой крепости.
В консисторията от 14 март 1537 г. папата, освен че създава новото херцогство, дава на сина си и градовете Непи и Рончильоне. Пиер Луиджи се заема да поправи всички крепости на херцогството, които са у дадени като владения. За да превърне Кастро в столица на новата държава, херцогът вика Антонио да Сангало Млади, на когото поръчва цитаделата, херцогския дворец и монетния двор.
През 1538 синът му Отавио се жени за Маргарита Австрийска, извънбрачната дъщеря на Карл V, като по този начин укрепва приятелството между семейство Фарнезе и императора. 
През 1543 г. 12-годишният му син Орацио е изпратен в двора на френския крал Франсоа I, а през 1545 г. другият му син Ранучо е направен кардинал от Павел III.

### Херцог на Парма и Пиаченца
Амбициозният Пиер Луиджи не се задоволява с малкото херцогство Кастро, а се стреми към нещо по-голямо и по-автономно по отношение на Църквата. В съзнанието му са Миланското херцогство, град Сиена или Пиаченца. Папата, след отказва на Карл V да обвърже Пиер Луиджи с Милано, решава да даде на сина си и неговите потомци Херцогство Парма и Пиаченца, отнемайки Непи от Пиер Луиджи и Камерино от Отавио. Предложението за инвеститура е направено в консисторията от 12 август 1545 г. и гласуването се провежда на това от 17 август, не без конфликти. Въпреки това, след като кардинал-камерлингът Гуидасканио Сфорца демонстрира, че Пиаченца и Парма дават 7500 дуката годишно, докато Камерино дава 10 000 дуката и че за 10 години въпросното херцогство е струвало на Апостолическата камара сумата от 200 000 дуката, гласуването е в полза на решението на Павел III, което задължава Пиер Луис да плаща годишен данък от 9000 дуката на Апостолическата камара и да отстъпи Херцогство Кастро на Отавио, като по този начин го кара да признае, че е васал на Църквата. Феодалната зависимост на Херцогство Парма и Пиаченца от Светия престол би представлявала в продължение на няколко века (и отново на Виенския конгрес) причина за претенции от страна на Римската курия и за спорове между последната и, след като Парма преминава към Бурбоните – с държавите на Бурбоните: най-острият епизод от този сблъсък вероятно е този, който се случва през 18 век с папа Климент XIII.
Херцогът взема своите държави на 23 септември 1545 г. и без да показва никаква благодарност към папата, считайки заслугата за образуването на херцогството изцяло негова, се опита да трансформира васалитета в полза на императора, но самият Карл V отказва. 
Първите мерки, които Пиер Луиджи предприема в новото херцогство, са откриването на множество училища, в които се преподават медицина, право и латинска и гръцка литература; изграждането на нови комуникационни пътища за насърчаване на търговията; реформата на административната система, вдъхновена от миланския модел; реформата на съдебната система в по-гарантирана форма: съдиите трябва да оправдаят арестите. Дава силен тласък на селското стопанство, като премахва данъка върху добитъка, поправя селските пътища, възстановява мостовете и подобрява водните системи. За промишлеността и търговията подобрява комуникациите между различните региони на херцогството и развива пощенските услуги. 
За да ребалансира бюджета, подлага всички жители на плащане на данъци и премахва неоправданите освобождавания. За да постигне тази цел, той заповядва на свещениците да регистрират всички енориаши от 10 до 70 години; трима представители са избрани от всяка енория – един богат, един със скромно състояние и един беден; те трябва да регистрират движимите, недвижимите имоти и добитъка на всеки енориаш. С този метод херцогът си дава сметка за богатството на всеки жител и успява да разпредели по равно държавните служби и данъците.
За да гарантира сигурността на държавата, Пиер Луиджи създава легиони, съставени от пет роти от по 200 пехотинци всяка и лична гвардия, без да забравя страстта си, която е изграждането на крепост в Пиаченца. Дизайнът на творбата е поверен на Доменико Джанели. Планът е подложен на ревизия от Сан Гало и Микеланджело Буонароти, които го одобряват с малки модификации на 11 ноември 1545 г. Новата крепост е предназначена да бъде опора срещу испанците и предупреждение срещу онези, които критикуват неговата политика на реформи.
Пиер Луиджи знае добре, че благородниците го мразят и че буржоазията и хората не го харесват много, така че за да има по-здрав контрол над ситуацията, той решава, че всеки с доход над 200 скуди ще трябва да живее в град, под наказание за загуба на имущество.
Всички тези предпазни мерки не са безполезни, защото Карл V, който междувременно е станал враждебен към папата, не харесва прехвърлянето на херцогството на Пиер Луиджи. Освен това, поради това разкъсване фракциите на гвелфите с папата, Франция, Венеция, Парма и Ферара, и фракцията на гибелините с императора, Испания, Генуа, Медичите и Гонзага започват да се формират отново.

### Заговор в Пиаченца и смърт
Феранте I Гонзага, известен в Италия като Дон Феранте, губернатор на Милано, който, след като научава, че императорът иска да поеме Херцогство Парма и Пиаченца, решава да удари семейство Фарнезе, към което таи смъртоносна омраза. Гонзага започва да шпионира Пиер Луиджи и да изпраща непрекъснати доклади до Мадрид и Карл V. Пиер Луиджи не остава бездействащ; на 4 юни 1547 г. той омъжва дъщеря си Витория за херцога на Урбино Гуидобалдо II дела Ровере; в края на същия месец сключва годежния договор между сина си Орацио и Диана, извънбрачна дъщеря на френския крал Анри II. Междувременно усилено продължава укрепителната работа в своето херцогство.
Карл V, притеснен за напредъка на работата в Парма, е убеден да даде свобода на дон Феранте да организира заговор срещу херцога. Маркиз Палавичини от Кортемаджоре, след като бяга в Крема, вече е предложил помощта си и тази на приятелите си на Гонзага, но той отказва, защото е под стриктното наблюдение на шпионите на Фарнезе. Вместо това той предпочита да разчита на своя далечен роднина Алоизио Гонзага (Луиджи ди Кастел Гофредо), маркиз на Кастильоне, Кастел Гофредо и Солферино, и на своя девер граф Джовани Ангуисола, губернатор на Комо, който се ангажира да намери други заговорници сред благородниците на Пиаченца. Ангуисола успява да убеди граф Агостино Ланди, маркиз Джован Луиджи Конфалониери и маркизите Джироламо и Алесандро Палавичино. На 10 септември 1547 г., когато 43-годишният Пиер Луиджи се намира в старата цитадела на Пиаченца, е нападнат и убит. 
След смъртта на сина си папата свика консистория и обвинява дон Феранте за смъртта му, осмивайки причините, които той посочва за окупацията на Пиаченца, след което изрично заявява, че Отавио Фарнезе ще бъде новият херцог и новият гонфалониер на Църквата. 
Тялото на Пиер Луиджи е повторно съчленено и погребано в Пиаченца, първо в една църква, а после в друга. По-късно е преместено в Парма от съпругата му и накрая е прехвърлено в семейната гробница на остров Бизентина в езерото Болсена, където след смъртта му съпругата и синът му кардинал Ранучо също се присъединяват към него.

## Брак и потомство
∞ 1519 за Джеролама Орсини (* ок. 1503, Питиляно; † юли 1570, Витербо), дъщеря на кондотиера Луиджи Орсини, граф на Питиляно,  от която има четирима сина и една дъщеря:
- Алесандро Фарнезе млади (* 27 септември 1520, Валентано; † 2 март 1589, Рим), епископ на Парма и кардинал декан. Има една извънбрачна дъщеря̠
- Витория Фарнезе (* 10 август 1521, Валентано; † 13 септември 1602, Урбино), ∞ 29 юни 1547 в Рим (с представител), 30 януари 1548 в Урбино за Гуидобалдо II дела Ровере (* 1513, † 1574), херцог на Урбино, от когото има четири сина и пет дъщери
- Отавио Фарнезе (* 9 октомври 1524, Валентано; † 18 септември 1586, Парма), херцог на Парма и Пиаченца от 1547, херцог на Кастро от 1553, ∞ 4 ноември 1538 за Маргарита Пармска (* 1522, † 1586), извънбрачна припозната дъщеря на император Карл V/I от Испания, от която има двама сина. Има и четири извънбрачни дъщери и поне двама извънбрачни синове.
- Ранучо Фарнезе (* 11 август 1530, Валентано; † 29 октомври 1565, Парма), архиепископ на Неапол и кардинал, меценат
- Орацио Фарнезе (* февруари 1531, Валентано; † 18 юли 1553, Еден, убит), херцог на Кастро от 1545, ∞ 13 февруари 1553 в Париж за Диана Френска (* 1538, † 1619), извънбрачна дъщеря на краля на Франция Анри II, от която няма деца.

- Джеролама Орсини, съпруга
- Алесандро Млади, син
- Витория, дъщеря
- Отавио. син
- Ранучо, син
- Орацио, син